# Кабельна продукція

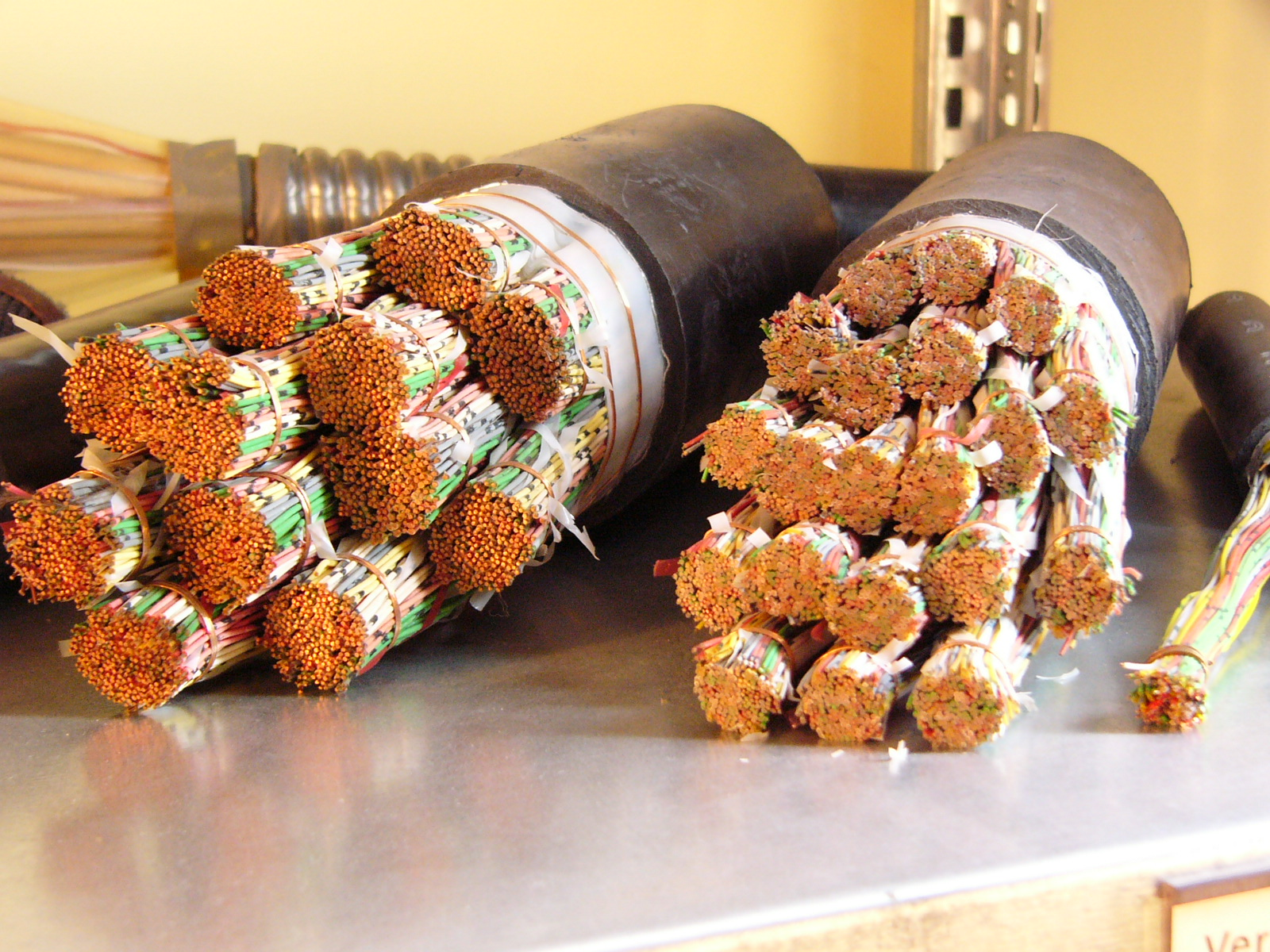
Кабель

Кабельна або кабельно-провідникова продукція це сукупність кабельних матеріалів та виробів які використовують для передачі та розподілу електричної енергії. Сюда відносяться силові та контрольні кабелі, провід, електричні шнури та ін.
Кабельна продукція є важливим продуктом для забезпечення електропостачання в 21 столітті. Різноманіття існуючих марок кабелів і проводів дає можливість підібрати кабельно-провідникову продукцію для будь-яких цілей і призначення від систем зв'язку до силових електричних ліній електропередач.

## Застосування
Кабельна продукція застосовується для передачі на відстань електричної енергії або сигналів (високовольтні лінії електропередачі, електропостачання промислових підприємств, транспорту і комунальних об'єктів; магістральні лінії зв'язку, міська телефонна мережа, засоби радіозв'язку і телебачення; подача електроенергії до рухомих робочих машин — екскаваторам і торфодобувним машинам; електрообладнання суден, літальних апаратів тощо).
Кабельні вироби, що застосовуються на території України, підлягають обов'язковій сертифікації, у тому числі за показниками пожежної небезпеки.